# Tadornini
I Tadornini (Tadornini Reichenbach, 1850) sono una tribù di anatre della sottofamiglia Anatinae.

## Descrizione
Sono tutti uccelli di media mole, in grado di trovare di che sostentarsi sia sulla terraferma sia in acqua. Le oche tadorne hanno postura eretta.
Il piumaggio è assai variegato, anche se nella maggior parte delle specie lo «specchio» (superficie ben delimitata sulla metà esterna delle remiganti secondarie) è verde iridescente, con copritrici alari bianche. Colori assai frequenti sono anche il bianco, il nero, il castano e il grigio. Alcune specie hanno dimorfismo sessuale limitato, altre nettamente evidenziato.

## Distribuzione e habitat
La maggior parte delle specie di questo raggruppamento vive nell'emisfero australe, con l'eccezione della volpoca (Tadorna tadorna), della casarca comune (Tadorna ferruginea) e dell'oca egiziana (Alopochen aegyptiaca).

## Tassonomia
La tribù comprende le seguenti specie:
- Genere Merganetta Gould, 1842
  - Merganetta armata Gould, 1842 - anatra di torrente
- Genere Neochen Oberholser, 1918
  - Neochen jubata (von Spix, 1825) - oca dell'Orinoco
- Genere Chloephaga Eyton, 1838
  - Chloephaga melanoptera (Eyton, 1838) - oca delle Ande
  - Chloephaga picta (J.F.Gmelin, 1789) - oca di Magellano
  - Chloephaga hybrida (Molina, 1782) - oca del kelp
  - Chloephaga poliocephala Sclater, PL, 1857 - oca testagrigia
  - Chloephaga rubidiceps Sclater, PL, 1861 - oca testarossiccia
- Genere Alopochen Stejneger, 1885
  - Alopochen aegyptiaca (Linnaeus, 1766) - oca egiziana
  - Alopochen mauritiana (Newton, A & Gadow, 1893) † - casarca di Mauritius
  - Alopochen kervazoi (Cowles, 1994) † - casarca di Réunion
- Genere Tadorna F. Boie, 1822
  - Tadorna tadorna (Linnaeus, 1758) - volpoca
  - Tadorna radjah (Lesson, 1828) - casarca del ragià
  - Tadorna ferruginea (Pallas, 1764) - casarca comune
  - Tadorna cana (J.F.Gmelin, 1789) - casarca del Sudafrica
  - Tadorna tadornoides (Jardine & Selby, 1828) - casarca australiana
  - Tadorna variegata (J.F.Gmelin, 1789) - casarca del paradiso
  - Tadorna cristata (Kuroda, 1917) - casarca crestata